# Îles d'Aran
Pour les articles homonymes, voir Aran.
Ne doit pas être confondu avec Île d'Arran.
Les îles d’Aran (en irlandais : Oileáin Árann, /əˈlʲaːnʲ ˈaːɾˠən̪ˠ/ ; en anglais : Aran Islands) forment un archipel d'Irlande situé à dix-huit kilomètres des côtes occidentales du pays, à la sortie de la baie de Galway. Géologiquement parlant, ces îles sont le prolongement de l’ensemble karstique des Burren dans le comté de Clare.

## Géographie
D’ouest en est on trouve : Inis Mór (grande île) qui est la plus grande de ces îles avec ses 14 km de long sur 3 km de large, Inis Meáin (île moyenne) est celle du milieu, et Inis Oírr (aussi Inis Thiar, île d'est) est la plus petite.
Inis Mór est l’île la plus peuplée avec 831 habitants (au recensement de 2002). Le port de Cill Rónáin est le principal village de l’archipel avec 270 habitants. Même si ce n’est pas la plus petite île, Inis Meáin est la moins peuplée avec ses 187 îliens. Inis Oirr compte 262 habitants.

### Inis Mór

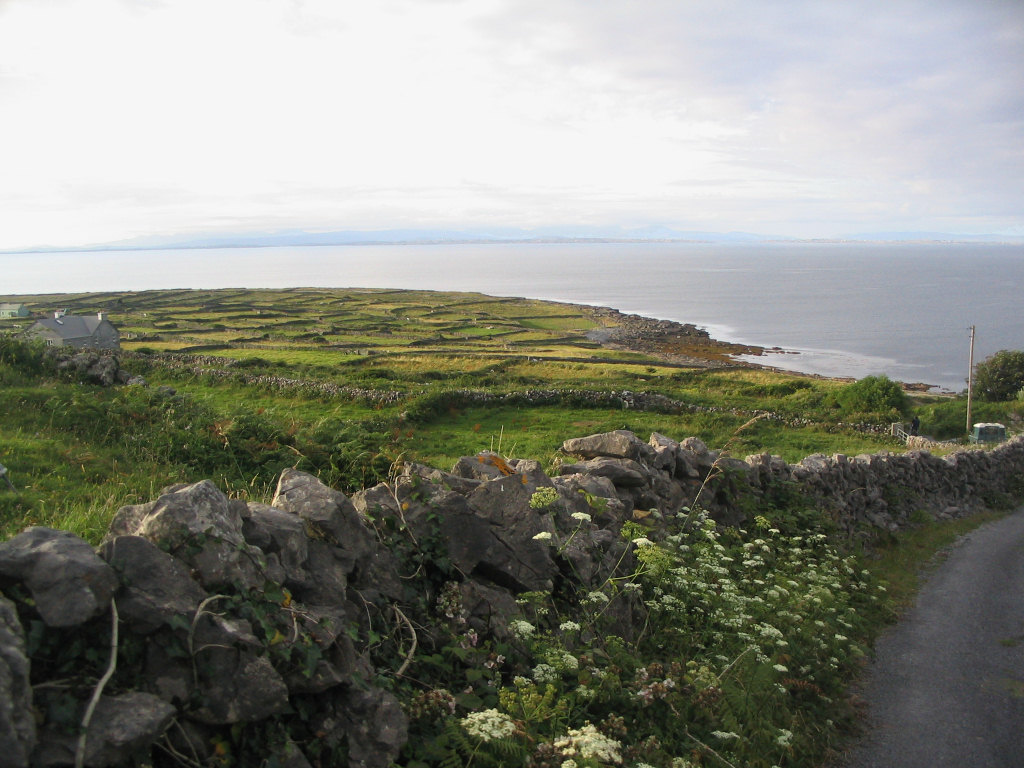
Inis Mór.

Inis Mór (Inishmore en anglais) est la plus grande île de l'archipel. C'est aussi une des destinations les plus prisées des touristes qui visitent l'Irlande. Sa richesse monumentale en est la raison principale. On y trouve en effet une cinquantaine de monuments de toutes époques, tant chrétiens que protohistoriques.
Le fort de Dun Aonghasa est probablement le plus spectaculaire de tous. Au sommet de falaises à pic de plus de 100 m de hauteur, il surplombe l'océan Atlantique et est visible depuis toute la partie Ouest de l'île. Le site des Sept Églises (Na Seacht dTeampaill) est aussi particulièrement visité. Il se situe au village d'Eoghanacht et a longtemps été un des grands centres de pèlerinage irlandais.
Depuis la partie est de l'île, la vue est imprenable sur les sommets du Connemara. Les plages de sable fin d'Inis Mór figurent parmi les plus propres d'Europe.
La culture paysanne est omniprésente sur l'île : tissage de paniers, mais aussi danses irlandaises, sont des spécialités sur Inis Mór.

### Inis Meáin
Inis Meáin (Inishmaan en anglais) est la moins visitée des trois îles d'Aran. Son relief est plus escarpé. C'est sur cette île qu'a vécu quatre étés le dramaturge irlandais John Millington Synge entre 1899 et 1902.
Inis Meáin est aujourd'hui un rendez-vous prisé des plongeurs qui profitent de ses eaux claires et de son abondante faune sous-marine.
L'île est réputée pour les cours de poésie qui y sont dispensés.

### Inis Oírr

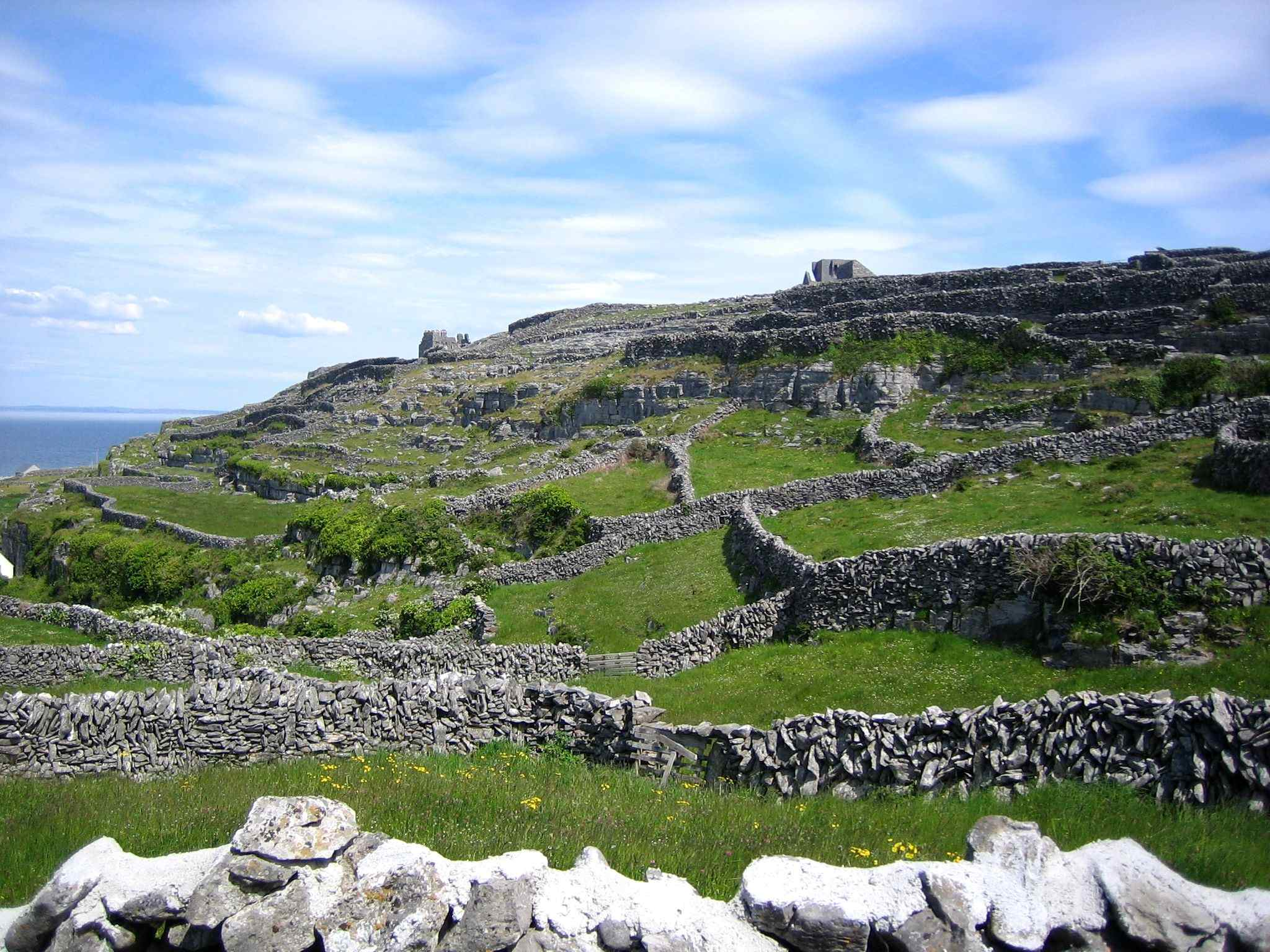
Un paysage d'Inis Oírr, avec le château O'Brien.

Inis Oírr (en irlandais aussi Inis Thiar ou Inis Oirthir, Inisheer en anglais) est la plus petite et la plus orientale des îles d'Aran.
L'île possède un château du clan O'Brien construit dans un fort en vieille pierre au sommet de la colline, ainsi que diverses églises en ruine.  L'église appelée Teampall Caomhán doit être déblayée tous les ans car son plancher est bien en dessous du niveau du sol sableux. Une tradition locale veut que ceux qui arrivent à passer par une de ses fenêtres, très étroite, iront au Paradis. L'irlandais reste aujourd'hui la langue quotidienne des habitants, et le tourisme est l'une des ressources les plus importantes de l'île. Beaucoup des visiteurs sont des élèves désireux de perfectionner leur connaissance de l'irlandais dans le Gaelteacht.

## Histoire
Le peuplement sur les îles d'Aran est très ancien. Le site de Cnoc Raithní sur Inis Oírr, comme celui de Dun Aengus, ont révélé des monuments funéraires riches en objets datés de l'âge du bronze.
Au VIe siècle, l'archipel a été le lieu d'un des premiers établissements monastiques d'Irlande. Saint Enda d'Aran y a fondé plusieurs monastères où il forma, jusqu'à sa mort vers 540, des centaines de moines chrétiens[réf. nécessaire]. Les disciples d'Enda essaimèrent ensuite dans tout le pays.

## Tourisme

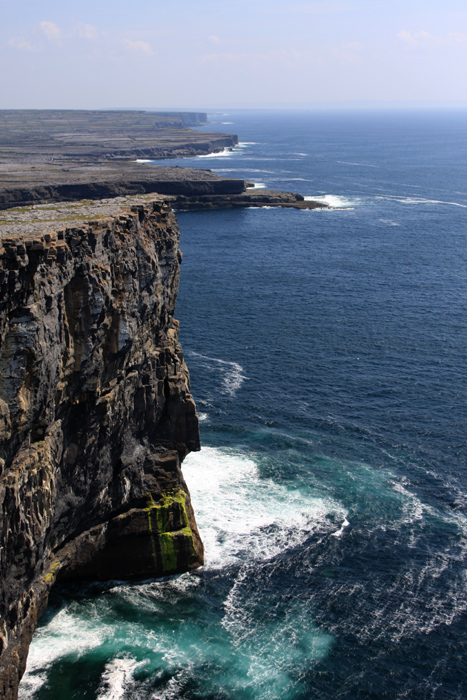
Vue sur les falaises d'Inis Mór à l'est de Dun Aengus.

Les impressionnantes falaises d'Inis Mór permettent à des milliers d'oiseaux de mer de trouver à nicher.
Situées à l'extrême Ouest de l'Irlande, d'accès farouche, battues par les vents, elles séduisent les amateurs de tourisme vert et de tranquillité. L'écrivain et dramaturge irlandais John Millington Synge, au tournant du XXe siècle, raconte son arrivée : « Ce fut d'abord un roc lugubre qui s'élevait obliquement pour se perdre dans le brouillard. » L'intention de Synge, par-delà son désir d'améliorer sa pratique de la langue gaélique, est de rattacher les habitants de ces îles à l'époque primitive dont ils lui semblent issus.
L’activité touristique se concentre presque exclusivement sur l’île principale, Inis Mór.
On y trouve plusieurs forts de l’âge du fer : Dun Aengus (Dún Aonghasa), le fort noir (Dún Dúchathair) et Dún Eoghanachta, tous trois en bon état de conservation. Ces monuments ont bénéficié récemment d’une campagne de mise en valeur afin de les préserver et de faire face à un nombre toujours plus important de visiteurs.
Inis Meáin, entre autres, est coiffée de quelques ruines à son sommet. Les murets de pierres qu'on trouve partout dessinent un véritable labyrinthe. Nulle part au monde une communauté humaine n'a construit autant de murs que sur les îles d'Aran. Chaque champ résulte du défonçage de la dalle calcaire, du patient amoncellement de débris de roche pour former des brise-vent et retenir l'humus fabriqué à partir d'algues décomposées. Un cottage traditionnel vieux d'environ deux siècles rappelle la vie des pêcheurs. Son toit est une véritable forêt à lui tout seul avec des branchages, des feuilles et de la paille.

## Transports
L’archipel est desservi par une ligne de ferries opérant depuis le port de Ros a' Mhíl (Rossaveal) dans le comté de Galway. Une autre ligne de ferries part de Doolin dans le comté de Claire. Depuis juin 2021, des ferries partent également du port de Galway. 
Jusqu'en 2015, une petite compagnie aérienne Aer Arann Islands basée à Indreabhán près de An Spidéal desservait aussi les îles (chacune possédant un petit aéroport).

## Arts et littérature
- L'Homme d'Aran (1934), film de Robert Flaherty.
- Gilbert Bécaud a écrit un opéra L'Opéra d'Aran.
- Le groupe français Gold a écrit une chanson sur ces îles en 1990.
- Nicolas Bouvier a publié un texte Journal d'Aran et d'autres lieux.
- Colline Hill a démarré l'écriture de son album Skimmed, en janvier 2013, à Inis Mór.
- Dans sa chanson The Riddle, le chanteur Nik Kershaw évoque « an old man of Aran » (« un vieil homme d'Aran »).
- Les îles Aran, John Millington Synge, 1906.
- Florence de Mèredieu, Antonin Artaud, Voyages, Blusson, Paris 1992 ; C'était Antonin Artaud, "Le Périple irlandais", Fayard, Paris, 2006.
- Les Banshees d'Inisherin (2022), film irlando-américano-britannique écrit et réalisé par Martin McDonagh a été tourné sur les Îles d'Aran[6]. Il est nommé neuf fois aux Oscars 2023.

### Artistes locaux

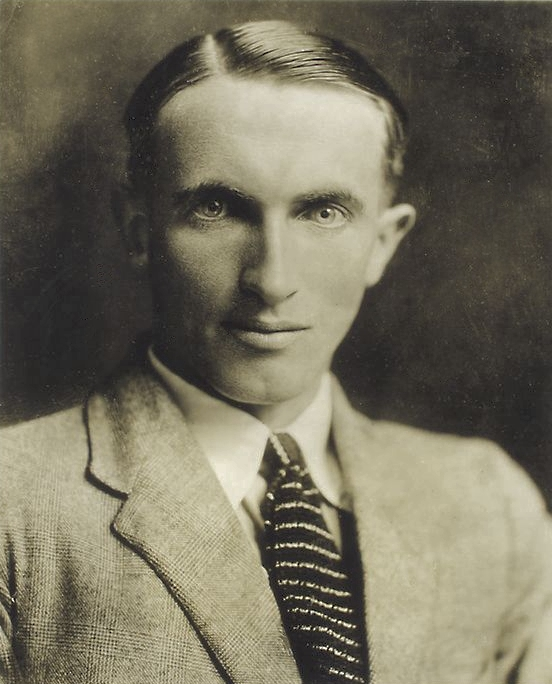
Liam O'Flaherty, romancier irlandais, est né en 1896 à Gort na gCapall.

- Un des auteurs majeurs de la littérature irlandaise est né sur Inis Mór : Liam O'Flaherty, célèbre romancier irlandais, est né en 1896 au village de Gort na gCapall sur l'île.
- Máirtín Ó Direáin, poète de langue gaélique, est né sur cette île.

### Visiteurs
- Robert Flaherty a tourné en 1934 sur ces îles, surtout sur Inis Mór, un documentaire, L'Homme d'Aran (Man of Aran), primé à la Mostra de Venise, témoignage sur la vie quotidienne sur ces îles entre 1931 et 1933.
- John Millington Synge a vécu de 1899 à 1902 les étés sur Inis Meáin.
- L'anthropologue John Cowan Messenger séjourna sur l'île d'Inis Oirr plusieurs années entre 1958 et 1966.
- Nicolas Bouvier, voyageur genevois (1929-1998), a décrit son séjour dans les îles d'Aran, en février 1985, dans son Journal d'Aran et d'autres lieux (Payot, 1990).
- Antonin Artaud s'est rendu sur les îles en août 1937, suivant les traces de John Millington Synge, en quête de traces d'un christianisme primitif qui serait la clé d'une résurrection de la culture européenne.